# Apocera costata
Apocera costata är en fjärilsart som beskrevs av William Schaus 1912. Apocera costata ingår i släktet Apocera och familjen mott. Inga underarter finns listade i Catalogue of Life.